# Rozpouštědlo
Rozpouštědlo (solvent z latinského solvō - uvolnit, rozvázat, vyřešit)  je označení pro látku se schopností rozpouštět ostatní látky za vzniku homogenní směsi – roztoku. Rozpouštědlo je schopné rovnoměrně v sobě rozptýlit či dokonce disociovat částice jiných látek. Nejčastěji je to kapalina schopná rozpouštět plyny, kapaliny nebo pevné látky, aniž by s nimi chemicky reagovala. Ve směsi je zpravidla v nadbytku.
Nejvýznamnějším rozpouštědlem je voda, která má dobré hydratační vlastnosti a silné interakce mezi molekulami - vodíkové můstky. Dále to jsou organická rozpouštědla mísitelná s vodou, organická rozpouštědla nemísitelná s vodou (nevodná rozpouštědla), směsné rozpouštědlové systémy.

## Vlastnosti rozpouštědla
- Rozpouštědlem je nazývána každá látka, která je schopna rozpouštět jinou látku.
- Má jednotné chemické a fyzikální vlastnosti v celém svém objemu.
- Má schopnost rovnoměrně v sobě rozptýlit částice jiných látek za vzniku homogenní směsi - roztoku.
- V každém roztoku existují nejméně dvě složky rozpouštědlo a rozpouštěná látka.
- Rozpouštědlo je v roztoku v nadbytku.

## Dělení podle polarity
- nepolární rozpouštědlo (například benzen, hexen, dichlormethan) – sloučenina je symetrická (výsledný dipólový moment molekuly je nulový), dobře rozpouští nepolární látky
- polární rozpouštědlo (například voda, ethanol) – sloučenina není symetrická (výsledný dipólový moment molekuly není nulový), dobře rozpouští soli nebo jiné polární látky

## Dělení podle odštěpitelného protonu
- protické rozpouštědlo – má odštěpitelný proton (hydroxylová nebo aminoskupina) nebo v něm probíhají protolytické reakce (alkoholy, kapalný amoniak, bezvodá kyselina sírová).
- aprotické rozpouštědlo – nemá odštěpitelný proton. Mezi aprotická rozpouštědla patří rozpouštědla bazická schopná vázat proton nebo inertní, která proton nemohou štěpit ani vázat. Používají se například k odstraňování nečistot z roztavených kovů (aceton, dioxan nebo chlorid uhličitý).

## Použití rozpouštědel
Rozpouštědla mají velký význam pro nejrůznější obory průmyslu a zemědělství. Používají se jako složky k výrobě různých  přípravků - zejména nátěrových hmot, čisticích přípravků, pesticidů, lepidel a dalších. V chemických procesech se používají jako reakční prostředí pro separační reakce, jako extrakční nebo absorpční činidla. Uplatňují se při chemickém čištění textilií a kovů. Pro praktické využití jsou velmi důležitá tato organická rozpouštědla:
- uhlovodíky (benzin, toluen, xyleny a technické směsi)
- alkoholy (ethanol, isopropylalkohol, butanoly)
- ketony (aceton, methylethylketon)
- estery (acetáty)
- chlorované uhlovodíky (dichlormethan, tri- a tetrachlorethen, trichlorethan)
- tetrahydrofuran
- chloroform
- trichlortrifluorethan
- dimethylsulfoxid

## Rozpouštědla pro nátěrové hmoty
Rozpouštědla pro nátěrové hmoty se podle charakteru dělí na:
- pravé (aktivní) rozpouštědlo - přímo rozpouští určitou filmotvornou látku.
- nepravé (latentní) rozpouštědlo - samotné filmotvornou látku nerozpouští, ale je schopné ji rozpouštět ve směsi s pravými rozpouštědly.
- ředidlo - určeno k dodatečnému ředění nátěrových hmot před jejich použitím.

Rozpouštědla mohou být jednosložková či vícesložková. Vícesložková rozpouštědla mohou obsahovat rozpouštědla pravá, nepravá i ředidla.

## Bezpečnost práce s rozpouštědly
Většina organických rozpouštědel je v závislosti na jejich těkavosti hořlavá nebo vysoce hořlavá. Výjimkou jsou některá chlorovaná rozpouštědla, jako je dichlormethan a chloroform. Směsi rozpouštědel a vzduchu mohou explodovat. Při práci s těmito látkami je nutné dodržovat pravidla bezpečnosti práce.
Všechny ethery jsou považovány za potenciální zdroje nebezpečného peroxidu. Ethery jako diethylether a tetrahydrofuran (THF) mohou po vystavení kyslíku a světlu také tvořit vysoce výbušné organické peroxidy. Jedním z nejcitlivějších rozpouštědel na světlo je diisopropylether. Aby se zabránilo tvorbě výbušného peroxidu, měly by být ethery skladovány ve vzduchotěsné nádobě mimo světlo.

## Účinky na zdraví
Zdravotní rizika rozpouštědel zahrnují poškození dýchacích cest, nervového systému, reprodukčních orgánů, jater, ledvin,  rakovinu a dermatitidu. Chronická expozice organickými rozpouštědly v pracovním prostředí může vyvolat řadu nepříznivých neuropsychiatrických účinků.
Mnoho rozpouštědel, pokud je vdechováno ve velkém množství, způsobuje ztrátu vědomí. Rozpouštědla jako diethylether a chloroform se v medicíně používají jako anestetika, sedativa a hypnotika. Ethanol (alkohol) je široce používaná a zneužívaná psychoaktivní droga. Methanol může při požití způsobit trvalou slepotu nebo smrt.
Některá rozpouštědla (chloroform a benzen), která jsou běžnou složkou benzínu, jsou známa jako karcinogenní. Mnoho ostatních považuje Světová zdravotnická organizace za pravděpodobné karcinogeny.

## Kontaminace životního prostředí
Při úniků rozpouštědel do okolí dochází ke kontaminaci životního prostředí. Vzhledem k tomu, že rozpouštědla snadno migrují na značné vzdálenosti, může dojít k rozsáhlé kontaminaci půdy, vodních toků nebo moří. Velmi riziková je přeprava rozpouštědel trajekty nebo vozidly TIR, kdy při jejich haváriích může dojít až k rozsáhlým katastrofám.